# Always and Forever
Always and Forever is een Amerikaanse romantische televisiekomedie uit 2009 van Kevin Connor. De hoofdrollen zijn voor Rena Sofer en Dean McDermott.

## Plot
Op de middelbare school hadden Grace en Michael een passionele relatie. Niets kon hun liefde voor elkaar in de weg staan. Tijdens een schoolreünie, twintig jaar later, vinden veel oud-klasgenoten het dan ook moeilijk te geloven dat ze uit elkaar zijn gegaan. Maar tijdens de reünie klikt het weer als vanouds. Ze lachen, halen leuke herinneringen op uit de goede oude tijd en merken zelfs dat ze nog iets voor elkaar voelen. Ze beseffen al snel dat hun liefde de jaren heeft overleefd. Maar hun hernieuwde liefde wordt gecompliceerd door Philip, de huidige vriendin van Grace en de bemoeienissen van de moeder van Grace.

## Rolverdeling
| Acteur         | Personage      | Opmerkingen                       |
| -------------- | -------------- | --------------------------------- |
| Rena Sofer     | Grace Holland  |                                   |
| Dean McDermott | Michael Foster |                                   |
| Rob Boltin     | Phillip Walsh  | Vriend van Grace                  |
| Jonathan Chase | James          | Assistent van Michael             |
| Katie Walder   | Lindsay        | Assistente van Grace              |
| Barbara Eden   | Mary Anderson  | Moeder van Grace                  |
| Max Gail       | Bill Anderson  | Vader van Grace                   |
| Colton Haynes  | Scott Holland  | Zoon van Grace uit vorige relatie |
| Hillary Tuck   | Rachel Foster  | Zus van Michael                   |
| David Lascher  | Gabe           | Man van Rachel                    |